# 东方战线 (苏联)
二战初期，苏联为了应对来自西线的可能的战争威胁、争取备战的时间，于1939年9月至1940年8月间，以保卫“西部边界安全”为借口与目的，陆续侵略东欧诸国所建立的战争防备缓冲带。:312

## 过程

### 波兰阶段
1939年8月23日，苏联与德国签订互不侵犯条约，同年9月，德军闪击波兰，苏联根据苏德之间的秘密协定出兵占领了波兰的西乌克兰和西白俄罗斯。此后不久，苏联将该两地分别并入乌克兰和白俄罗斯两个加盟共和国。:306-307:312

### 芬兰阶段
为保障西北部边境安全，自1939年初，苏联多次向芬兰提出租借汉科港被拒。1939年11月26日，苏联以“迈尼拉炮击事件”为借口正式照会芬兰政府，要求芬兰军队自边境线后撤。此后两国关系急剧恶化。11月28日，苏联政府发布声明，指责芬兰政府对苏联采取了“极端敌视和挑衅”的态度，并认为苏芬之间的战争已不可避免。29日，苏联宣布与芬兰断交；30日，苏芬战争（即冬季战争）正式爆发。
战争爆发后，英国与法国联合向苏联施加外交压力，并策动国联取消了苏联的会员国资格。此外，芬兰方面得到了英法的武器援助，对苏联的进攻进行了抵抗。苏联付出了沉重的代价之后，于1940年3月上旬突破了曼纳海姆防线，芬兰战败，被迫求和。
根据3月12日苏芬订立的和约，苏联不仅取得了汉科港30年的租借权，而且割占了芬兰的整个曼纳海姆防线地区。不久之后，苏联将割自芬兰的领土命名为卡累利阿-芬兰加盟共和国。:312-313

### 波罗的海三国阶段
为了封闭德军可能侵入的波罗的海通道，苏联在稳定芬兰之后，加紧对波罗的海三国爱沙尼亚、立陶宛和拉脱维亚的控制。1939年秋，苏联与该三国订立互助条约，规定苏联有向三国提供军事援助的义务，同时有在三国领土上建立军事基地和驻军的权利。1940年6月，随着德国进攻法国的胜利，苏联决定以压促变，使波罗的海三国归附于苏联。随后，三国先后发生了改组，并相继成立了苏维埃政府和要求加入苏联。8月初，最高苏维埃同意接纳三国为苏联的加盟共和国。:313

### 罗马尼亚阶段
出于控制多瑙河下游的考虑，苏联控制罗马尼亚成为其构筑东方战线的最后一环。1940年6月26日，苏联照会罗马尼亚政府，称“罗马尼亚统治集团的政策严重威胁苏联西南边界的安全”，要求尽快解决比萨拉比亚和北布科维纳问题，罗马尼亚被迫屈服。28日，苏联军队进驻两地。8月2日，最高苏维埃决定将比萨拉比亚与摩尔达维亚自治共和国合并，建成摩尔达维亚加盟共和国，而将北布科维纳并入乌克兰。至此，苏联完成了“东方战线”的建立。:313